# Burning Tree
Burning Tree fue una banda estadounidense de hard rock/blues rock formada en Los Ángeles, California. Estuvo activa desde finales de los ochenta hasta finales de los noventa.

## Historia
Iniciaron en el año de 1987, y la alineación consistía del guitarrista Marc Ford, el baterista Doni Gray y el bajista Mark 'Muddy' Dutton
En 1989 lograron un contrato con Epic Records. Su álbum debut logró generar comentarios positivos de la crítica. Sin embargo, después del lanzamiento del disco, la banda se desintegró.
Marc Ford se unió a los Black Crowes y más tarde inició una carrera solista. Doni Gray grabó un álbum con Izzy Stradlin & the Ju Ju Hounds para luego formar su propia banda, llamada Chromosapien. Mark 'Muddy' Dutton grabó y salió de gira junto a Gilby Clarke y L.A. Guns. Dutton formó la banda Up The Dose, y actualmente es bajista de gira de la agrupación Chris Robinson Brotherhood. En el 2011, Gray se unió a L.A. Guns.
Burning Tree se reunieron en octubre de 2006, y tocaron tres conciertos en la ciudad de Los Ángeles.

## Discografía
- Burning Tree (1990)[3]

### Lista de canciones
1. "Burning Tree" - 3:40
2. "Wigs, Blues And High Heeled Shoes" - 3:44
3. "Fly On" - 3:45
4. "Mistreated Lover" - 4:22
5. "Masquerade" - 3:00
6. "Playing In The Wind" - 4:06
7. "Last Laugh" - 4:06
8. "Crush" - 3:30
9. "Same Old Story" - 3:29
10. "Baker's Song" - 5:39
11. "Baby Blue" - 3:23
12. "Turtle" - 5:00